# Бенкендорф, Константин Константинович
Граф Константин Константинович Бенкендорф (нем. Konstantin Alexander Karl Wilhelm Maximilian Graf von Benckendorff; 1816—1858) — русский военный и дипломат из рода Бенкендорфов, герой Кавказской войны.

## Биография
Константин Бенкендорф родился в 1816 году в семье генерала Константина Христофоровича Бенкендорфа (1785—1828) и Наталии Максимовны, дочери дипломата М. М. Алопеуса. В возрасте 15 лет, 15 ноября 1832 года, был возведён в графское достоинство Российской империи по причине того, что его дядя, Александр Христофорович Бенкендорф, незадолго до этого также возведённый в графское достоинство, не имел наследников мужского пола. По окончании Пажеского корпуса начал службу в лейб-гвардии Конном полку и был некоторое время адъютантом военного министра, но потом перевёлся в Отдельный Кавказский корпус, где служил под началом А. А. Вельяминова и Р. К. Фрейтага. 
26 марта 1839 года был сделан флигель-адъютантом, но, побыв недолго в Санкт-Петербурге, вернулся на Кавказ. В 1844 года был произведён в полковники.
В 1845 году, командуя 1-м батальоном Куринского егерского полка, входившим в состав авангарда генерала Пассека, Бенкендорф участвовал в Даргинской экспедиции и за отличие при взятии Анчимеерской позиции был награждён орденом св. Георгия 4-й степени; при штурме Герзель-аула был тяжело ранен, при эвакуации в главный отряд снова сильно изрублен черкесами. 
Потеряв здоровье от ран, он вынужден был оставить строевую службу и занимал затем должности по военно-дипломатической части при русских войсках во время Венгерской (1849 год) и Восточной (1853—1855 годы) кампаниях. 
Некоторое время (с 1847 по 1849 годы) он состоял военным атташе в Берлине. 7 августа 1849 года был произведён в генерал-майоры с оставлением в Свите. 
17 апреля 1855 года Бенкендорф был пожалован званием генерал-адъютанта и с 1856 года до самой своей смерти в начале 1858 года он был чрезвычайным посланником при Вюртембергском дворе. По данным «Военной энциклопедии» Сытина К. К. Бенкендорф скончался в 1857 году, но это явная ошибка, многие мемуаристы и «Список лиц Свиты» Г. А. Милорадовича называют именно 1858 год. 30 августа 1857 года он произведен был в генерал-лейтенанты, с оставлением в прежних должностях и званиях; 7 февраля 1858 года был исключен из списков умершим.
О своем участии в Даргинской экспедиции им написаны на французском языке воспоминания, которые в небольшом числе экземпляров были изданы в Париже князем Г. Г. Гагариным на французском языке: «Benkendorf Constantin. Souvenir intime d’une campagne au Caucase pendant l’été de l’annee 1845». Перевод их, сделанный профессором генералом Б. М. Колюбакиным, под названием «Воспоминания графа Константина Константиновича Бенкендорфа о Кавказской летней экспедиции 1845 года», напечатан в «Русской старине» за 1910 и 1911 годы. В 2001 году они были изданы в Санкт-Петербурге Я. А. Гординым в сборнике «Даргинская трагедия. 1845 год».
А. М. Дондуков-Корсаков в своих воспоминаниях рассказывая случай, когда Бенкендорф вёл свой отряд в атаку на Герзель-аул и был тяжело ранен, писал: «Граф Бенкендорф рыцарски благородная личность, столь ценимая Воронцовым, которую никто из знавших его никогда не забудет».
российские:
- Орден Святого Владимира 4 ст. с бантом (1837)
- Орден Святого Георгия 4 ст. (1845)
- Золотая шпага «За храбрость» (1845)
- Орден Святой Анны 2 ст. (1848)
- Орден Святого Владимира 3 ст. (1848)
- Орден Святого Станислава 1 ст. (1851)
- Знак отличия за XV лет беспорочной службы (1853)
- Орден Святой Анны 1 ст. (1854)
- Орден Святого Владимира 2 ст. (1856)

иностранные:
- Австрийский Орден Леопольда 2 ст. (1849)
- Нидерландский Военный орден Вильгельма (1849)
- Прусский Орден Святого Иоанна Иерусалимского с бриллиантами (1849)
- Австрийский Орден Железной короны 1 ст. (1850)
- Прусский Орден Красного Орла 2 ст. с бриллиантами (1852)
- Саксен-Веймарский Орден Белого сокола 1 ст. (1852)
- Баденский Орден Церингенского льва 1 ст. (1852)
- Прусская медаль в память компании 1848-1849 годов (1852)
- Ольденбургский Орден Заслуг герцога Петра-Фридриха-Людвига 1 ст. (1853)
- Сабля с портретом Его Королевского Величества Короля Пруссии, бриллиантами украшенная (1854)
- Табакерка с портретом Великого Герцога Мекленбург-Шверинского, бриллиантами украшенная (1855)
- Испанский Военный Орден Святого Фердинанда 1 ст. (1856)

## Семья

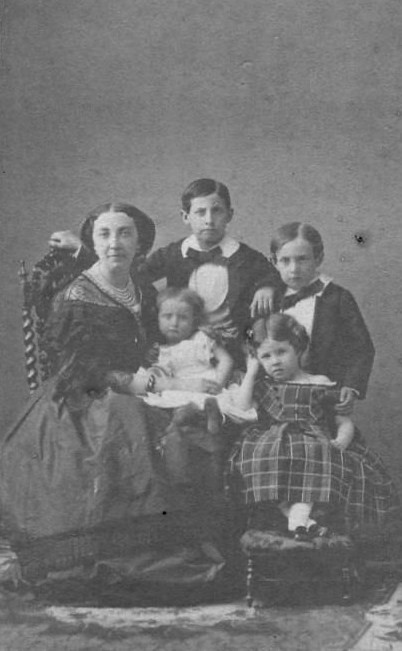
Луиза Филипповна Бенкендорф с детьми

Женился в Потсдаме 20 июня 1848 года на Луизе де Круа (1825—1890), старшей дочери медиатизованного австрийского принца Филиппа Франца де Круа и принцессы Иоганны Зальм-Зальмской. Графиня Луиза состояла обер-гофмейстериной двора королевы Вюртембергской, была кавалерственной дамой  испанского Ордена Королевы Марии Луизы (1855) и ордена св. Екатерины (малого креста) (1865). Дети её, за исключением Павла Константиновича, жили главным образом в Европе и русский язык знали очень плохо:
- Александр (1849—1916), дипломат, русский посол в Копенгагене и Лондоне.
- Константин (1851—?)
- Павел (1853—1921), генерал-адъютант, генерал от кавалерии.
- Наталья (1854—1931), с 1872 года замужем за герцогом Германом фон Трахенбергом (1848—1933), главой силезского княжеского рода Гацфельдов[6].
- Ольга (1857—1926),  с 1882 года замужем за маркизом Алессандро дель Боско (1843-1922), графом Монтелеоне.

Их троюродная сестра Изабелла фон Круа имела огромный вес в венском обществе, будучи супругой генерал-фельдмаршала Фридриха Тешенского.